# Faravahar

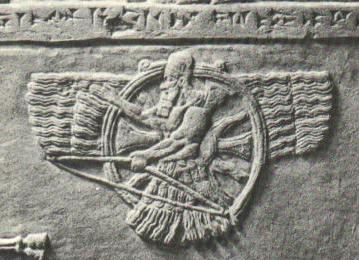
Una figura neo-assira "arciere rivestito di piuma" (arciere alato), simbolizzante Ashur. La mano destra si tende in modo simile alla figura del Faravahar, mentre la sinistra tiene un arco invece che un anello (rilievo del IX o VIII secolo a.C.).

Il faravahar (persiano medio: prʾwhr) è uno dei simboli più noti dello zoroastrismo, la religione di Stato degli antichi Imperi persiani. In Iran, l'odierna Persia, lo zoroastrismo non è più la religione ufficiale di stato, tuttavia il faravahar rappresenta un simbolo che riflette sia l'aspetto antico che moderno della regione..

## Etimologia
L'etimologia di Faravahar deriva dalla radice del medio persiano /frwr/ (la scrittura Pahlavi del persiano medio non rappresenta le vocali brevi), e la parola è perciò variamente pronunciata/scritta farohar, frohar, frawahr, fravahr e così via, poiché non c'è accordo riguardo al metodo di traslitterazione della parola del persiano medio in un'altra lingua (italiana, inglese, francese, ecc). Nel dizionario di Dekhoda e nel dizionario persiano Burhan-i Qati del XVII secolo, essa appare come parsi "furuhar" (فروهر). L'Enciclopedia Iranica la rende con frawahr.

## Storia

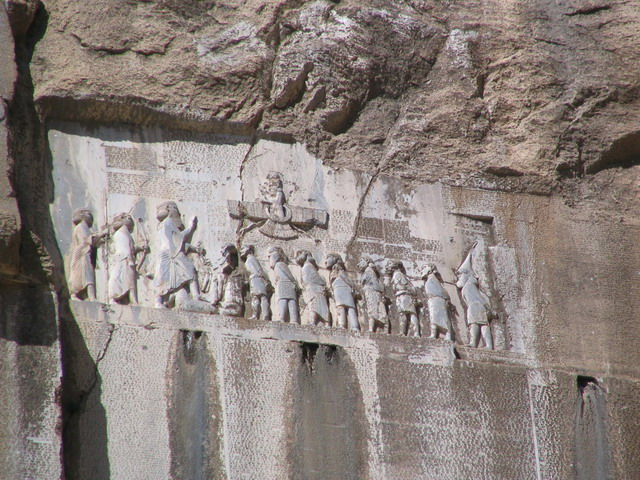
Il Faravahar inciso nell'iscrizione di Behistun. Fu solo durante il regno di Dario I, e forse dunque rappresentante Dario in persona, che al simbolo venne aggiunta la forma umana oltre alle ali.

Il disco alato ha una lunga storia nell'arte e cultura del Vicino e Medio Oriente antico. Storicamente, il simbolo viene influenzato dal geroglifico del "sole alato" che appare sui sigilli reali nell'età del bronzo (il SOL SUUS luvio, simbolizzante in particolare il potere regale). Al tempo degli neo-assiri, un busto umano viene aggiunto al disco, l'"arciere rivestito di piume", interpretato come simbolo di Assur.
Mentre si pensa comunemente che il simbolo rappresenti un Fravashi (c. un angelo guardiano), da cui deriva il suo nome (vedi sotto), ciò che esso rappresentava nelle menti di coloro che lo adattarono dai più antichi rilievi mesopotamici ed egiziani non è chiaro. Poiché il simbolo per prima appare su iscrizioni regali, si è anche pensato che esso rappresenti la "Gloria Reale Divina" (khvarenah), o il Fravashi del re, oppure rappresenti il mandato divino che era il fondamento dell'autotità del re. 
Questa relazione tra il nome del simbolo e la classe di entità divine che esso rappresenta, riflette l'attuale credenza che il simbolo rappresenti un Fravashi. Tuttavia, non vi è nessuna descrizione fisica dei Fravashi nell'Avestā, i testi sacri del zoroastrismo, e in avestano le entità sono grammaticalmente femminili.

## Significato
Nello zoroastrismo attuale, il faravahar rappresenta lo scopo della vita di ciascun essere umano, la cui anima avanza verso frasho-kereti, o perviene all'unione con Ahura Mazdā, la suprema divinità nello zoroastrismo. Sebbene ci siano numerose interpretazioni degli elementi individuali del simbolo, nessuna di esse è più antica del XX secolo. Il simbolo in realtà, rappresenta l'anima prima della nascita e dopo la morte, ovvero il Fato, che è differente dal Destino, ossia, il periodo che intercorre tra nascita e morte ed è governato dal libero arbitrio umano. Da questo simbolo, ebbe origine il Libro Dei Morti Egiziano o Libri di Thot, definiti anche come La chiave Ermetica di Ermete Trismegisto, composto da 22 lamine geroglifiche chiamate "Trionfi", alla base di tutta la magia (detta anche Tavola Smaragdina). La simbologia di Ermete Trismegisto non rappresenta in realtà alcuna divinità antropomorfica, ma si riferisce al pianeta Mercurio, presente nelle case astrologiche, e rappresentante la comunicazione. Questo simbolo lo si può riitrovare anche nel codice di Leningrado assieme ai suoi 5664 documenti che lo rappresentano.